# Raia espectral

Espectro contínuo

Linhas de emissão

Linhas de absorção

Raia espectral, risca espetral ou linha espectral é o resultado de uma transição quântica que pode ser observado macroscopicamente. Estas linhas se apresentam como revelações em algum tipo de material e são a maneira mais simples de se detectar as transições quânticas.
Quando uma transição entre níveis de energia ocorre em uma determinada amostra, ela emite ou absorve radiação eletromagnética em frequências discretas características. Onde essa radiação incide sobre a chapa reveladora, a cor da mesma é mudada.
Colocando-se um prisma, que separa as frequências da luz emitida antes da chapa reveladora, a chapa irá revelar em alturas discretas, formando as linhas espectrais. Pode-se determinar em quais frequências discretas determinada amostra emitiu, e assim estudar suas características microscópicas.